# بشپلتیر
بشپلتیر (به لاتین: Beshpeltir) یک منطقهٔ مسکونی در روسیه است که در جمهوری آلتای واقع شده‌است.